# Distretto di Gäu
Il distretto di Gäu è un distretto del Canton Soletta, in Svizzera. Confina con i distretti di Olten a est e di Thal a nord-ovest, con il Canton Argovia (distretto di Zofingen) a sud-est, con il Canton Berna (regione dell'Emmental-Alta Argovia) a sud e con il Canton Basilea Campagna (distretto di Waldenburg) a nord. Il capoluogo è Oensingen.

## Comuni
Amministrativamente è diviso in 8 comuni:
- Egerkingen
- Härkingen
- Kestenholz
- Neuendorf
- Niederbuchsiten
- Oberbuchsiten
- Oensingen
- Wolfwil